# Mariä Himmelfahrt (Frauenrain)

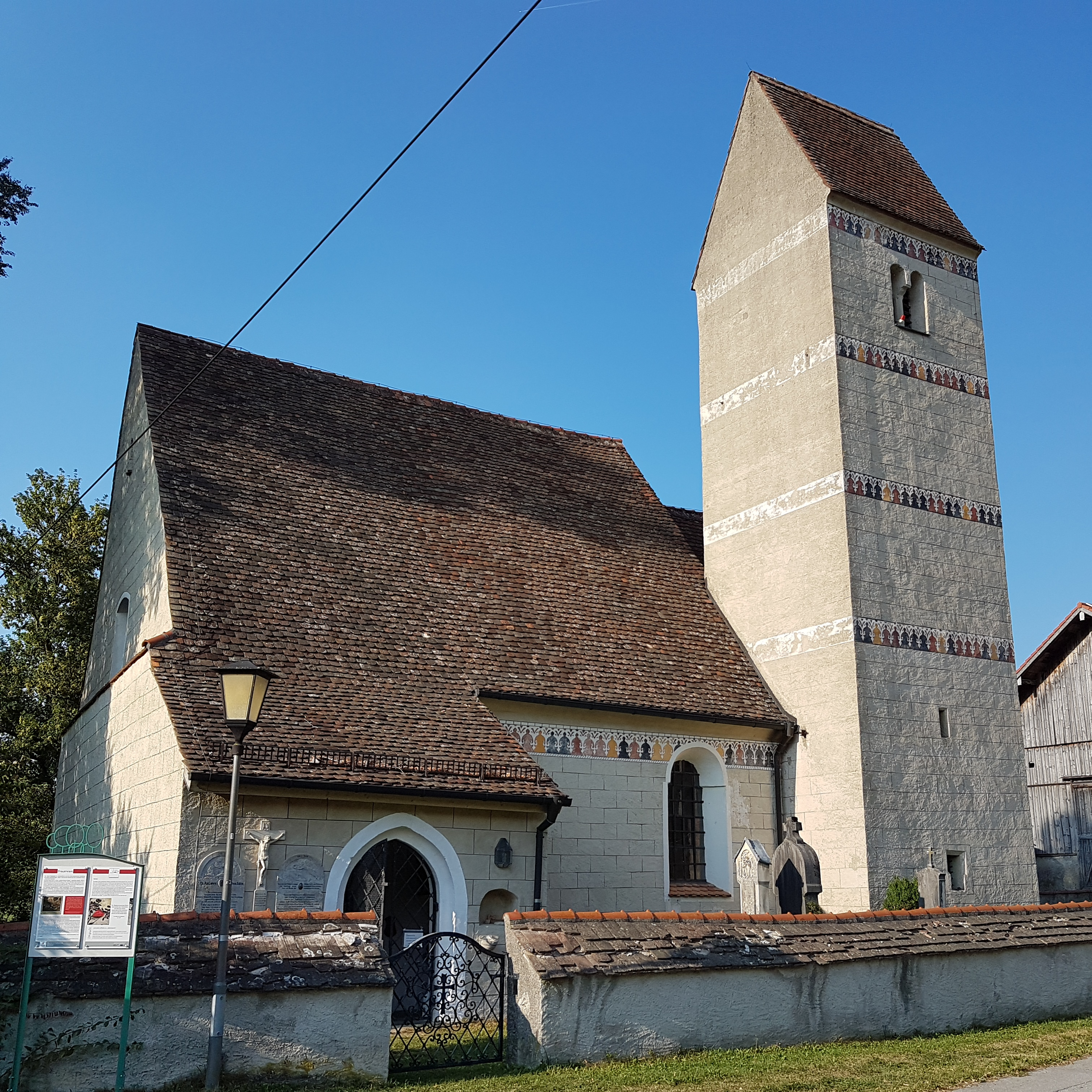
Mariä Himmelfahrt von Süden

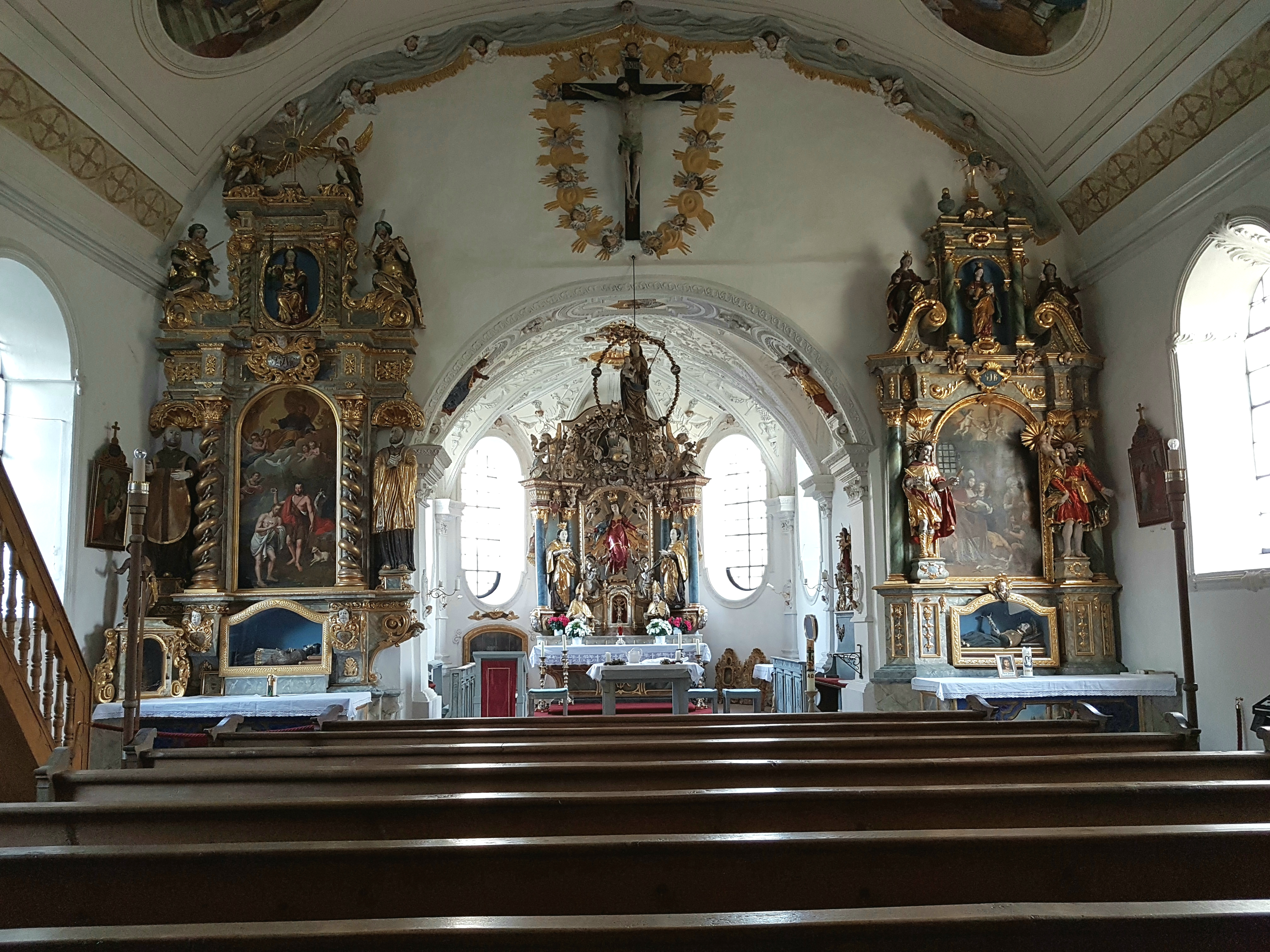
Innenansicht

Die römisch-katholische Filialkirche Mariä Himmelfahrt steht im Antdorfer Ortsteil Frauenrain im oberbayerischen Landkreis Weilheim-Schongau. Das denkmalgeschützte Gotteshaus gehört als Teil der Pfarrei St. Peter und Paul Antdorf zum Dekanat Benediktbeuern im Bistum Augsburg.

## Geschichte
In Frauenrain ist bereits im 11. Jahrhundert eine Kirche schriftlich erwähnt. Die heutige Kirche stand sicher bereits um 1440. Um 1670 und 1721 wurde sie barockisiert.
Zur Mariä-Himmelfahrts-Kirche fand lange Zeit eine Wallfahrt statt.

## Beschreibung

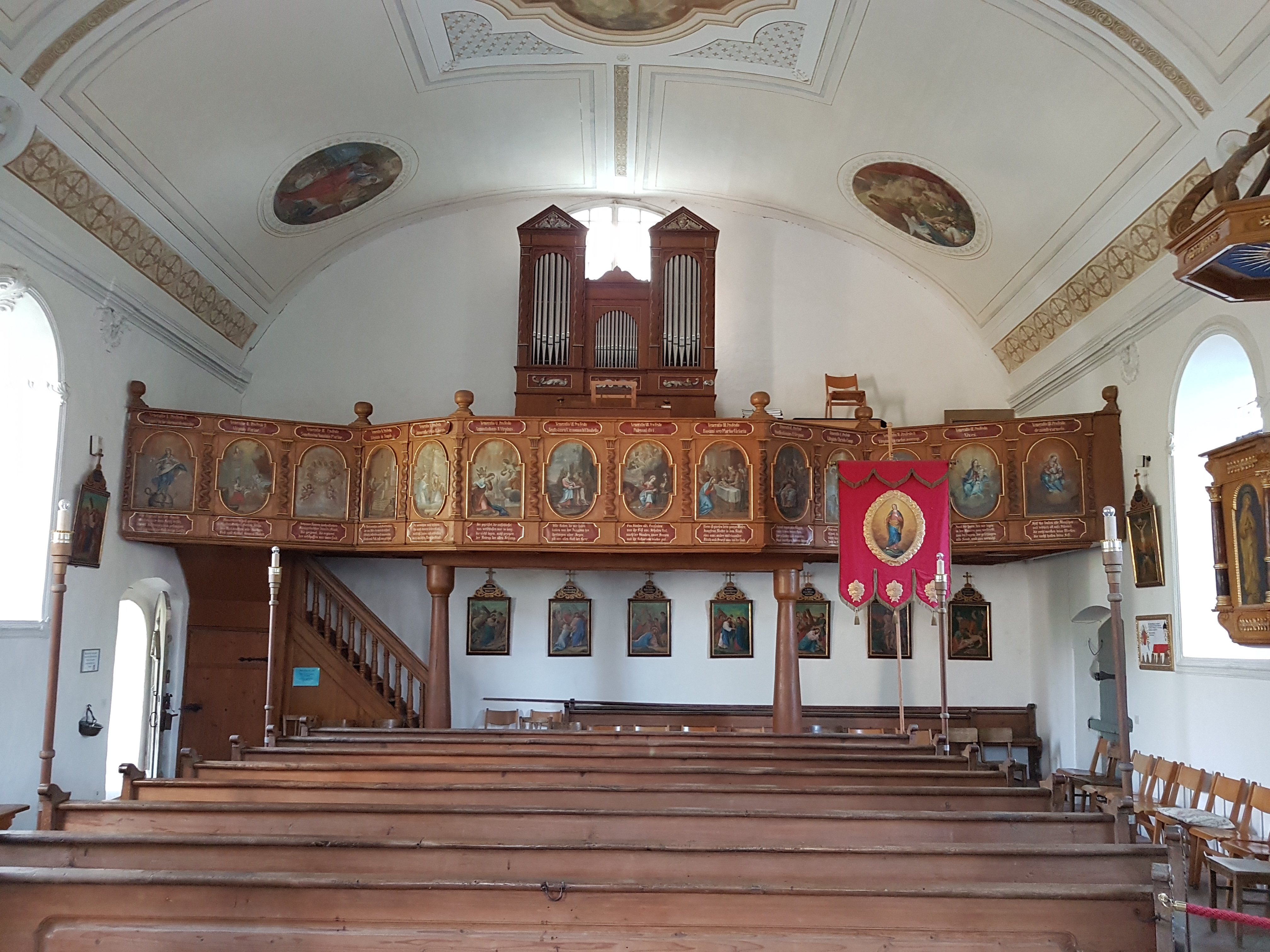
Blick zur Orgelempore

An die äußerlich romanische, verputzte Saalkirche mit eingezogenem Polygonalchor ist südlich der quadratische Kirchturm angeschlossen. Letzterer ist aus Bruchsteinen und Tuffquadern erbaut und besitzt ein Satteldach. Umgeben ist die Kirche von einer verputzten, im Kern spätmittelalterlichen, Friedhofsmauer.
Die Orgel aus der Werkstatt Max Maerz befand sich bis 1935 in der Antdorfer Pfarrkirche St. Peter und Paul. Als dort eine neue angeschafft wurde, kam sie in die Frauenrainer Kirche.